# Дастін Московіц
Дастін Московіц (англ. Dustin Moskovitz; нар. 22 травня 1984, Вашингтон США) — американський підприємець, разом з Марком Цукербергом, Едуардом Саверіном і Крісом Г'юзом є одним з засновників найбільшої в світі соціальної мережі Facebook. Володіє 6 % компанії. Його частка, оцінювана в 3 млрд дозволила в 2010 році журналу Forbes назвати Московіца наймолодшим мільярдером у світі.

## Біографія
Народився 22 травня 1984 року у Вашингтоні. Пізніше вступив до Гарвардського університету, де вивчав економіку. Разом із сусідами по кампусу почав розробляти thefacebook.com. Після двох років навчання переїхав слідом за Цукербергом в Пало-Альто, щоб зосередитися над роботою в Facebook.

## Facebook
Засновниками Facebook були: Марк Цукерберг, Едуардо Саверін, Кріс Хьюз і Дастін Московіц. Facebook засноваий в Гарвардському університеті в кімнаті гуртожитку в лютому 2004 року. Спочатку сайт називається thefacebook.com, він був задуманий як ексклюзивний інтернет-каталог усіх студентів Гарварду. У червні 2004 року, Цукерберг та Московіц взяли річну відпустку в Гарварді і переїхали в Пало-Альто, штат Каліфорнія. Пізніше до них приєднався Шон Паркер. У Facebook, Московіц був першим CTO компанії. Він очолював також технічний персонал, керував архітектурою сайту, а також відповідав за мобільні стратегії та розвиток компанії.
У 2008 році покинув Facebook, щоб з Джастіном Розенштайном заснувати компанію Asana (компанія виробляє програмне забезпечення для спільної роботи над проектами).

## Благодійність
Московіц разом зі своєю дівчиною (а тепер і дружиною) Карі Туна заснував благодійну організацію Good Ventures у 2011 році. У червні 2012 року Good Ventures оголосила про тісне партнерство з благодійною організацією GiveWell. Обидві організації «намагаються зробити якомога більше добра» і, таким чином, узгоджуються з цілями ефективного альтруїзму. Починаючи з 2011 року Good Ventures пожертвувала близько 100 мільйонів доларів США провідним благодійним організаціям GiveWell Against Malaria Foundation, GiveDirectly, Schistosomiasis Control Initiative і Deworm the World Initiative та іншим ефективним альтруїстським організаціям.
Спільна співпраця з GiveWell привела до створення допоміжного проекту під назвою Open Philanthropy Project, мета якого — знайти найкращий спосіб використовувати великі суми грошей (починаючи з багатомільярдних статків Московіца) для досягнення найбільшої користі.

## Соціальна мережа (фільм)
У фільмі «Соціальна мережа», присвяченому створенню Facebook, його роль виконав актор Джозеф Маццелло.